# Antigua iglesia de San Esteban (Yesa)
La antigua iglesia de San Esteban es una iglesia del municipio navarro de Yesa (España). Se trata de una antigua iglesia parroquial, sustituida en 1950 por la nueva iglesia de San Esteban.
Se trata de uno de los bienes asociados al Camino de Santiago que España mandó a la Unesco en su dossier «Inventario Retrospectivo - Elementos Asociados» (Retrospective Inventory - Associated Components).

## Historia
Fue construida originalmente en 1200, y fue modificada en el siglo XVI, cuando se restauraron la puerta y las bóvedas.
En 1950 fue sustituida por la nueva iglesia de San Esteban y desde entonces fue usada como almacén, por lo que se encontraba en muy mal estado. Fue restaurada en el verano de 2006. Los muros estaban encalados, y al desprenderse la capa de cal salieron a la luz las pinturas murales originales, por lo que se decidió restaurarla.

## Edificio
Tiene una planta de una sola nave con tres tramos, con dos capillas formando el crucero. Tiene dos salas adosadas, una de las cuales es la sacristía, con bóveda barroca de lunetos. Los muros del presbiterio y de la capilla del lado de la epístola datan de los siglos XV y XVI, y están decorados con pinturas de esa época. Las bóvedas son barrocas de arista, excepto la parte del coro, que es un cielo raso. A los pies de la nave cuenta con una torre de planta cuadrada. El retablo es de estilo barroco, y cuenta con una pila bautismal de época medieval.
La puerta, del siglo XVI, cuenta con un arco apuntado. Los muros son de sillarejo, con las esquinas de sillar.